# Конуэлл, Эстер
Эстер Марли Конуэлл (англ. Esther Marley Conwell; 1922—2014) — американский учёный, известная работами по физике полупроводников, проводящим полимерам. Была награждена Национальной научной медалью США.

## Биография
Эстер Марли Конуэлл родилась в Нью-Йорке 23 мая 1922 года. Она получила степень бакалавра физики в Бруклинском колледже в 1942 году. Магистерская диссертация Конуэлл была посвящена теории примесного рассеяния света в полупроводниках, она была подготовлена в Университете Рочестера под руководством Виктора Вайскопфа. Эстер защитила диссертацию (PhD) в 1948 году в Университете Чикаго в лаборатории Субраманьяна Чандрасекара. Во время аспирантуры она рассчитывала энергетические уровни гидрид-иона.
Конуэлл преподавала физику в Бруклинском колледже до 1950 года, затем перешла на работу в Лаборатории Белла под руководством Уильяма Шокли. Она работала над теорией транспорта горячих электронов в германии. Конуэлл продолжала свои исследования транспорта электронов в исследовательской лаборатории Силвана до конца 1960-х годов. В 1967 году была издана её монография «High field transport in semiconductors». Эстер Конуэлл переехала в Уэбстер, штат Нью-Йорк в 1972 году для работы в Xerox и присоединилась к их программе оптических исследований. Затем она начала исследование транспорта и оптических свойств квазиодномерных органических полупроводников. Её исследования в Xerox привели к значительному развитию продуктов компании. В 1898 году Конуэлл помогла в организации центра фотоиндуцированного переноса зарядов, при финансировании университета Рочестера, Xerox и Eastman Kodak, в котором затем работала помощником директора. Она стала адъюнкт-преподавателем на химическом факультете университета. Конуэлл была замужем за писателем Абрахамом Ротбергом, её сын, Льюис Ротберг, стал учёным, профессором химии в Университете Рочестера. В 1980 году она стала членом Национальной инженерной академии США, в 1990 — Национальной академии наук США.
В 1997 году выдающиеся достижения Конуэлл были отмечены медалью Эдисона (первая женщина). После выхода на пенсию в Xerox в 1998 году, она продолжила работу в университете Рочестера. Она предложила теоретическое обоснование экспериментальных результатов по транспорту зарядов в ДНК. В 2010 году Конуэлл была награждена президентом США Национальной научной медалью США. Умерла 16 ноября 2014 года в автомобильной аварии в Рочестере, штат Нью-Йорк.

## Избранные публикации
- Esther Marley Conwell. High field transport in semiconductors. — Academic Press, 1967. — 293 с.
- Esther M. Conwell. Impurity Band Conduction in Germanium and Silicon // Phys. Rev.. — 1956. — Т. 103, № 51. — doi:10.1103/PhysRev.103.51.
- Esther M. Conwell and Svetlana V. Rakhmanova. Polarons in DNA // Proceedings of the National Academy of Sciences of the United States of America. — 2000. — Т. 97, № 9. — С. 4556—4560. — doi:10.1073/pnas.050074497.
- Esther M. Conwell. Properties of silicon and germanium // Proceedings of the IRE. — 1952. — Т. 11, № 40. — С. 1327—1337.

Переведённые на русский язык:
- Конуэлл Э.М. Кинетические свойства полупроводников в сильных электрических полях. — Мир, 1970. — 384 с.